# Alice di Courtenay
Alice di Courtenay (1160 – 11 febbraio 1218) è stata una nobildonna francese.
Figlia di Pietro I di Courtenay e sorella di Pietro II di Courtenay, imperatore latino di Costantinopoli, Alice si sposò tre volte. Dal secondo marito, il conte Ademaro III d'Angoulême, ebbe Isabella d'Angoulême, regina d'Inghilterra.

## Famiglia
Alice nacque nel 1160, secondogenita dei dieci figli di Pietro I di Courtenay e di Elisabetta di Courtenay. La sua famiglia era una delle più illustri di Francia: i suoi nonni paterni erano il re Luigi VI di Francia e di Adelaide di Savoia. Suo fratello maggiore Pietro divenne imperatore latino di Costantinopoli nel 1216.
Il primo marito di Alice fu Andrea, signore di La Ferté-Gaucher, che sposò poco dopo il 1169. Dopo la morte di Andrea, avvenuta nel 1177, Alice sposò il conte Guglielmo I di Joigny, da cui ebbe Pietro I di Joigny. La coppia divorziò verso il 1184. Una carta del 1180 attesta che il conte Guglielmo, con il consenso di Alice, donò una proprietà all'Abbazia di Pontigny. Alice sposò il suo terzo marito, Ademaro III Tagliaferro, conte d'Angoulême, verso il 1186. In quell'anno succedette al fratello, Guglielmo V, come contessa d'Angoulême. Dal matrimonio nacque una figlia, Isabella, che nel 1200 sposò il re Giovanni d'Inghilterra e che divenne contessa d'Angoulême il 16 giugno 1202, alla morte del padre Ademaro.
Alice morì l'11 febbraio 1218 all'età di circa 58 anni..

## Ascendenza
|                         |                    |                      | Genitori                |  |  | Nonni |  |  | Bisnonni             |  |  | Trisnonni           |  |
|                         |                    |                      |                         |  |  |       |  |  | Filippo I di Francia |  |  | Enrico I di Francia |  |
|                         |                    |                      |                         |  |  |       |  |  | Filippo I di Francia |  |  | Enrico I di Francia |  |
|                         |                    | Anna di Kiev         |                         |  |  |       |  |  | Filippo I di Francia |  |  |                     |  |
| Luigi VI di Francia     |                    |                      |                         |  |  |       |  |  | Filippo I di Francia |  |  |                     |  |
|                         |                    | Berta d'Olanda       | Fiorenzo I d'Olanda     |  |  |       |  |  |                      |  |  |                     |  |
|                         |                    | Berta d'Olanda       | Fiorenzo I d'Olanda     |  |  |       |  |  |                      |  |  |                     |  |
|                         |                    | Berta d'Olanda       | Gertrude Billung        |  |  |       |  |  |                      |  |  |                     |  |
| Pietro I di Courtenay   |                    | Berta d'Olanda       |                         |  |  |       |  |  |                      |  |  |                     |  |
|                         |                    | Umberto II di Savoia | Amedeo II di Savoia     |  |  |       |  |  |                      |  |  |                     |  |
|                         |                    | Umberto II di Savoia | Amedeo II di Savoia     |  |  |       |  |  |                      |  |  |                     |  |
|                         |                    | Umberto II di Savoia | Giovanna di Ginevra     |  |  |       |  |  |                      |  |  |                     |  |
| Adelaide di Savoia      |                    | Umberto II di Savoia |                         |  |  |       |  |  |                      |  |  |                     |  |
|                         |                    | Giselda di Borgogna  | Guglielmo I di Borgogna |  |  |       |  |  |                      |  |  |                     |  |
|                         |                    | Giselda di Borgogna  | Guglielmo I di Borgogna |  |  |       |  |  |                      |  |  |                     |  |
|                         |                    | Giselda di Borgogna  | Stefania di Borgogna    |  |  |       |  |  |                      |  |  |                     |  |
| Alice di Courtenay      |                    | Giselda di Borgogna  |                         |  |  |       |  |  |                      |  |  |                     |  |
|                         | Miles di Courtenay | …                    |                         |  |  |       |  |  |                      |  |  |                     |  |
|                         | Miles di Courtenay | …                    |                         |  |  |       |  |  |                      |  |  |                     |  |
|                         | Miles di Courtenay | …                    |                         |  |  |       |  |  |                      |  |  |                     |  |
| Rinaldo di Courtenay    | Miles di Courtenay |                      |                         |  |  |       |  |  |                      |  |  |                     |  |
|                         |                    | Ermengarda di Nevers | …                       |  |  |       |  |  |                      |  |  |                     |  |
|                         |                    | Ermengarda di Nevers | …                       |  |  |       |  |  |                      |  |  |                     |  |
|                         |                    | Ermengarda di Nevers | …                       |  |  |       |  |  |                      |  |  |                     |  |
| Elisabetta di Courtenay |                    | Ermengarda di Nevers |                         |  |  |       |  |  |                      |  |  |                     |  |
|                         |                    | Ferry di Donjon      | …                       |  |  |       |  |  |                      |  |  |                     |  |
|                         |                    | Ferry di Donjon      | …                       |  |  |       |  |  |                      |  |  |                     |  |
|                         |                    | Ferry di Donjon      | …                       |  |  |       |  |  |                      |  |  |                     |  |
| Helvise di Donjon       |                    | Ferry di Donjon      |                         |  |  |       |  |  |                      |  |  |                     |  |
|                         |                    | …                    | …                       |  |  |       |  |  |                      |  |  |                     |  |
|                         |                    | …                    | …                       |  |  |       |  |  |                      |  |  |                     |  |
|                         |                    | …                    | …                       |  |  |       |  |  |                      |  |  |                     |  |
|                         |                    | …                    |                         |  |  |       |  |  |                      |  |  |                     |  |